# L.E.J
L.E.J, está compuesto por las iniciales de los nombres de sus integrantes: Lucie, Élisa y Juliette, también llamado Elijay (pronúnciese Èlijèy). Es un grupo de tres jóvenes músicas y cantantes francesas. En sus interpretaciones usan voz, percusiones y violonchelo.

## Biografía
Las tres nacieron en 1993 en Saint Denis, Francia, y son amigas desde la niñez. Su primer disco como grupo y que contendrá composiciones propias, será grabado y lanzado en 2017 según anunció recientemente la banda. La cantante Lucie Lebrun (nacida el 21 de noviembre de 1993), la cantante Elisa París (nacida el 27 de agosto de 1993) y Juliette Saumagne al chelo (nacida el 4 de septiembre de 1993) comparten desde siempre su pasión por la música. Iniciadas en el coro de Radio Francia, pronto adquirieron las bases primordiales en la música clásica. Su estilo también domina géneros más recientes como el hip-hop y el rap.
En el otoño de 2013, decidieron formar un grupo con el fin de participar en un concurso organizado por el grupo Tryo, ellas resultan ganadoras y eso les permite presentarse en el escenario con el grupo en el festival de Champagne Noches en Troyes del 20 al 26 de octubre de 2013. Es a partir de ahí que viene su apodo actual.
El 27 de enero de 2014, el grupo participa en su primer directo de radio en el programa Nosotros hablamos sobre F2X Radio.
El 10 de octubre de 2014, hacen su aparición en el escenario en el festival ProMeaux artistas en Meaux 6.
A partir de entonces, firman un contrato con Live Nation Entertainment, a través del cual ellas son la primera parte del concierto Pharrell Williams, el 22 de junio del año 2015 en Mónaco.
El 1 de agosto de 2015 publican su vídeo Summer 2015, que interpretan como un mashup de los éxitos del verano de ese año. El éxito fue inmediato, ya que desde el 3 de agosto la revista estadounidense Time las menciona y luego es transmitida por los medios de comunicación franceses e internacionales.
También participaron como cantantes, el proyecto Alrededor de Nina a cabo en la Filarmónica de París, el 6 de septiembre de 2015. Hicieron la primera parte del concierto de paseo fuera de la Tierra del 13 de octubre del año 2015 en el Olympia 10.
Los huéspedes del Petit Journal de Canal + el 9 de septiembre del año 2015 el trío intérprete en vivo una canción inédita llamada La Dalle, dada a conocer el 11 de diciembre de 2015.
Ese mismo año, el trío fue nominado a los NRJ Music Awards 11 en la categoría de Grupo / Dúo / tropa francesa del año junto a Frero Delavega, gatos en los árboles y la leyenda del Rey Arturo.
En de diciembre del año 2015, las tres jóvenes editan En attendant l'album (En español: En la espera del álbum), un disco que incluye 11 canciones, entre ellas su hit del verano, la canción Hanging Tree de la banda sonora de Los juegos del hambre: Sinsajo, Parte 2, otras reversiones y un título original: La Dalle.
Durante 2016, salen de gira por toda Francia, incluyendo festivales (Primavera de Bourges 12, balanceo Saona, primavera Perugia, polillas, Main Square Festival, Pic'Arts, Festival de Brive, feria del vino de Alsacia, Musicalarue,  etc.), así como cuatro fechas en el Olympia 13. Este tour también es internacional, llegando a Isla Mauricio (al Castillo Labordonnais al final de diciembre del año 2015), Bélgica (Bruselas), Suiza (Lausana y Payerne), Canadá (Montreal) y Estados Unidos (Nueva York y Austin).
Recientemente, a través de una transmisión en vivo en su Facebook Oficial , el trío francés anunció una gira fuera de Francia que incluye países como Argentina, Alemania, Italia e Inglaterra. El mismo se prevé para fines del año 2017 y principios del año 2018.

## Discografía

### Individual
| Año  | Título            | Posición más alta |
| Año  | Título            | FR                |
| ---- | ----------------- | ----------------- |
| 2015 | Summer 2015       | 1                 |
| 2015 | Summer 2014       | 46                |
| 2015 | Seine-Saint-Denis | 89                |
| 2015 | Hip Hop Mash Up   | 39                |
| 2015 | Hanging Tree      | 99                |

### Álbum
| Año  | Título                | Certificación |
| ---- | --------------------- | ------------- |
| 2015 | A la espera del álbum |               |

| 2015: A la espera del álbum |
| --- |
| 1. Hanging Tree 2. Can't Hold Us 3. Le mojo 4. Jimmy 5. Summer 2015 6. Survivor 7. El dulce de leche 8. Get Lucky 9. La dalle 10. Seine-Saint-Denis Style 11. Hip Hop Mash Up |

## Exposición
Son conocidas por el vídeo de YouTube "Summer 2015" en donde interpretaron numerosas canciones de 2015 en una sola actuación. Su música se basa en interpretar música actual con un toque clásico considerado por el crítico de MTV Joseph Lamour como "ecléctico".
La revista Seventeen publicó que son amigas desde la niñez y habrían comenzado a actuar juntas desde 2012.